# Альдегидоспирт
Альдегидоспирты — класс органических соединений, совмещающих в себе свойства альдегидов и спиртов, что обусловливается присутствием в составе их молекул альдегидогруппы СНО наряду с одним или большим числом алкогольных водных остатков. Общая их формула поэтому будет СНО.СnHm(ОН)x.

## Химические свойства
Подобно альдегидам, Альдегидоспирты легко полимеризуются, образуют соединения с NH3, гидразоны, оксимы, ацетали, восстанавливают серебро из аммиачного раствора AgNO3 и пр.; как спирты, образуют эфиры и пр. При восстановлении они переходят в дву- или многоатомные спирты СН2(ОН).СnНm(ОН)x, при окислении образуют оксикислоты COHO.CnHm(OH)x на счет соответствующего преобразования группы СНО.

## Получение
1. конденсацией альдегидов по типу альдоля
2. неполным окислением соответствующих многоатомных спиртов перекисью водорода или хромовой смесью;
3. гидроксилированием галоидозамещённых альдегидов.

## Примеры альдегидоспиртов
- Простейшим Альдегидоспиртом является гликолевый альдегид СНО.СН2.ОН (см. Гидраты углерода и Глюкозы).
- Лучше других изучен β-оксимасляный альдегид, или альдоль , CHOC3H6(OH), или CH3CH(OH)CH2COH, при хранении полимеризующийся в кристаллический паралдоль (С4H3O2)n, который плавится при 80—90°.
- α-Оксиизомасляный альдегид (CH3)2C(OH)CHO — жидкость, кипящая при 187° и легко полимеризующаяся, получается гидроксилированием α-бромизомасляного альдегида и, как третичный Альдегидоспирт, превращается при действии щелочей в изобутиленгликоль и α-оксиизомасляную кислоту (реакция Канниццаро).
- Подобно альдолю, уплотнением изомасляного альдегида недавно получен (1897) изобутилалдоль (СН3)2СНCH(ОН)С(CH3)2СНО, плавящийся при 91° и кипящий при 104—109° (12 мм). Глицериновый альдегид, или глицероза, СНОСН(ОН)СН2(ОН) (см. Глюкоза), представляет двуатомный Альдегидоспирт
- Сюда же далее примыкает трёхатомный Альдегидоспирт эритроза (тетроза), полученная окислением эритрита и альдольной конденсацией гликолевого альдегида